# 뉴 유럽 브리지

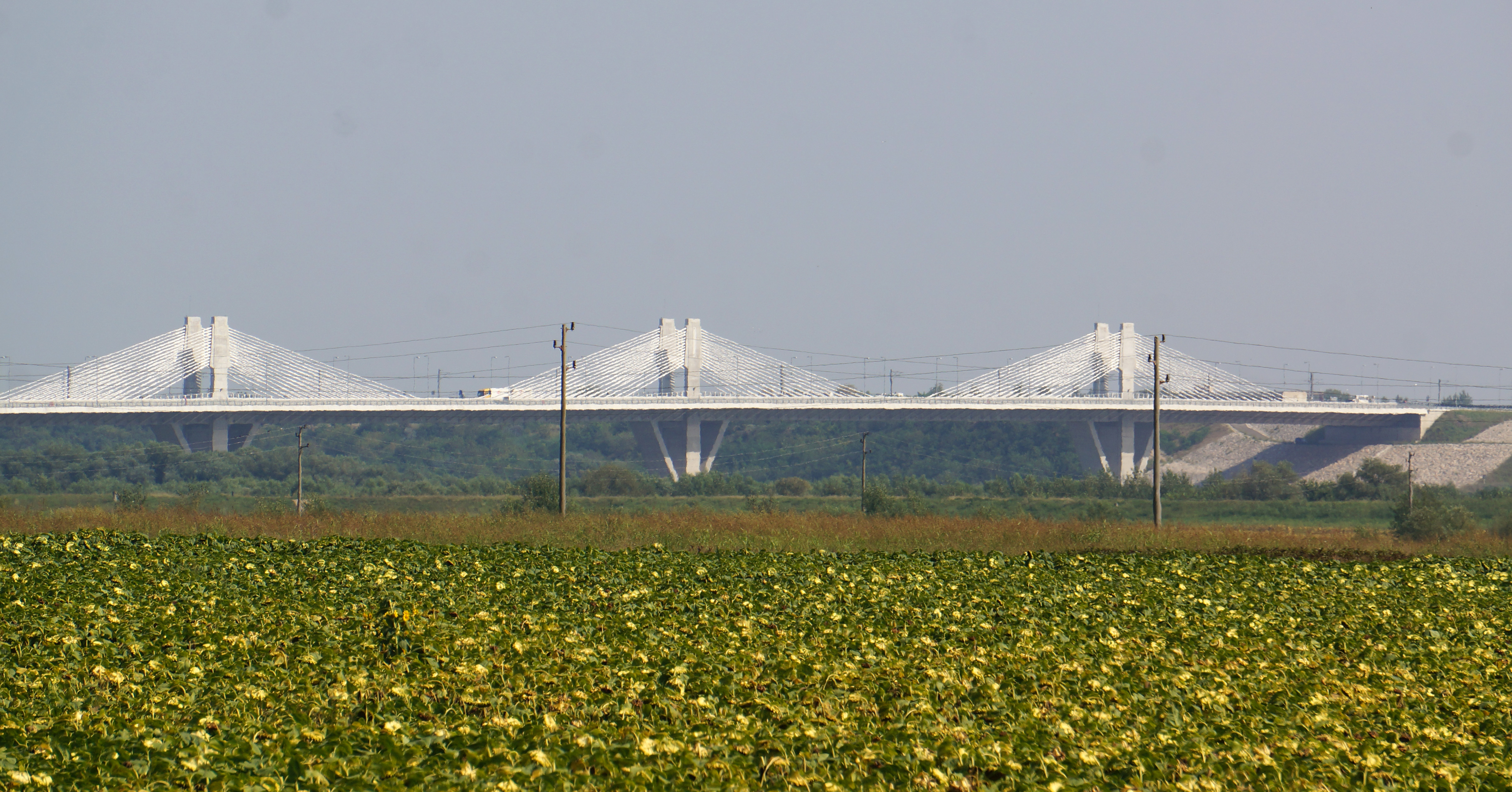

뉴 유럽 브리지(New Europe Bridge) 또는 다뉴브 브리지 2(Danube Bridge 2, 불가리아어: Мост Нова Европа/Дунав мост 2, 로마자 표기: Most Nova Evropa/Dunav Most 2, 루마니아어: Podul Noua Europă)는 비딘(Vidin), 불가리아, 루마니아 칼라파트 도시들 사이의 도로 및 철도 다리이다. 이는 양국이 다뉴브강을 공유하는 구간에 있는 두 번째 다리이다. 이 교량은 스페인 회사인 FCC 그룹(Fomento de Construcciones y Contratas)이 2억 2,600만 유로를 들여 건설한 엑스트라도즈 교량이다. 2013년 6월 14일에 열린 기념식을 통해 공식적으로 개통되었다. 첫 번째 차량은 2013년 6월 15일 자정 이후에 다리를 건너는 것이 허용되었다.
이전에는 다뉴브 다리 2(불가리아어: Дунав мост 2, 로마자 표기: Dunav Most 2, 루마니아어: Podul 2 peste Dunăre)로 알려졌으며 비공식적으로는 비딘-칼라파트 다리(Vidin–Calafat Bridge) 또는 칼라파트-비딘 다리(Calafat–Vidin Bridge, 불가리아어: Мост Видин–Калафат, 로마자 표기)라고 불렀다.

## 같이 보기
- 다뉴브 다리